# The Youngest Was the Most Loved
The Youngest Was the Most Loved è un brano del cantante inglese Morrissey.
Secondo singolo estratto dall'album Ringleader of the Tormentors, il disco venne pubblicato il 21 agosto del 2006 dalla Sanctuary/Attack Records e raggiunse la posizione numero 14 della Official Singles Chart, e la numero 11 nella classifica americana.
Il brano venne proposto in anteprima, in Inghilterra, durante lo show televisivo Friday Night with Jonathan Ross, il 19 maggio 2006.

## Realizzazione
Scritto in collaborazione con il chitarrista Jesse Tobias e prodotto da Tony Visconti, il brano venne registrato presso lo studio Forum Music Village di Roma, nell'estate del 2005. Altri due elementi legano questo brano alla Capitale: i bambini italiani utilizzati nei cori (e diretti da Rosella Ruini) e le inconfondibili sirene delle autoambulanze romane nell'intro del brano. Tra le b-sides incluse c'è anche una cover di A Song From Under The Floorboards, brano dei Magazine di Howard Devoto, del 1980.
La foto di copertina è stata realizzata, a Roma, da Fabio Lovino e ritrae Morrissey in abito da orchestrale. Il videoclip promozionale, diretto da AV Club, con riprese in slow-motion e in bianco e nero, ritrae Morrissey nel ruolo di un criminale in manette, scortato verso la macchina da dei poliziotti italiani (interpretati dai suoi musicisti) e circondato da un nugolo di paparazzi.

## Tracce
- UK 7" / CDs

1. The Youngest Was the Most Loved - 3:08
2. If You Don't Like Me, Don't Look at Me - 3:46

- UK CDs

1. The Youngest Was the Most Loved - 3:08
2. Ganglord - 5:18
3. A Song From Under The Floorboards - 3:53
4. The Youngest Was the Most Loved (video)

## Formazione
- Morrissey – voce
- Gary Day - basso
- Boz Boorer - chitarra
- Jesse Tobias - chitarra
- Matt Chamberlain - batteria
- Matt Walker - batteria
- Michael Farrell – tastiere